# Boxe nos Jogos Olímpicos de Verão de 2024 - Mais de 92 kg masculino
A categoria mais de 92 kg masculino (peso superpesado) do boxe nos Jogos Olímpicos de Verão de 2024 ocorreu entre 29 de julho e 10 de agosto de 2024, com as lutas preliminares sendo realizadas no Arena Paris Norte, em Villepinte, e as semifinais e final no Stade Roland Garros, em Paris, França. Um total de 16 pugilistas, cada um representando um Comitê Olímpico Nacional (CON), participaram do evento.

## Qualificação
Cada CON poderia inscrever apenas um pugilista na categoria de peso. 16 vagas foram atribuídas, sendo as oito primeiras para representantes dos eventos multiesportivos de cada continente: 2 da Europa, 2 da Ásia, 2 das Américas, 1 do Pacífico e 1 do torneio qualificatório da África. Quatro vagas foram alocadas para o torneio 1 de qualificação mundial e outras quatro para o torneio 2 de qualificação mundial.

## Formato
Como todos os eventos do boxe olímpico, a competição foi disputado em um torneio de eliminação simples. Os combates consistem em três rounds de três minutos, com um minuto de intervalo entre os rounds. Um boxeador pode vencer por nocaute ou por pontos. A pontuação é definida como "10 pontos obrigatórios" com cinco juízes marcando cada rodada. Os juízes consideram o "número de golpes acertados nas áreas-alvo, domínio da luta, superioridade técnica e tática e competitividade". Cada juiz determina um vencedor para cada rodada, que recebe 10 pontos para a rodada, e atribui ao perdedor da rodada um número de pontos entre 7 e 9 com base no desempenho. As pontuações do juiz para cada rodada são somadas para dar a pontuação total daquele juiz. O boxeador com a pontuação mais alta da maioria dos juízes é o vencedor.

## Calendário
| R16 | Fase de 16 | QF | Quartas de final | SF | Semifinais | F | Final |

| 29 jul | 30 jul | 31 jul | 1 ago | 2 ago | 3 ago | 4 ago | 5 ago | 6 ago | 7 ago | 8 ago | 9 ago | 10 ago |
| ------ | ------ | ------ | ----- | ----- | ----- | ----- | ----- | ----- | ----- | ----- | ----- | ------ |
| R16    |        |        |       | QF    |       |       |       |       | SF    |       |       | F      |

## Medalhistas
| Ouro   | UZB Bakhodir Jalolov                                |
| Prata  | ESP Ayoub Ghadfa                                    |
| Bronze | GER Nelvie Tiafack FRA Djamili-Dini Aboudou Moindze |

## Resultados
A competição começou diretamente com 16 competidores, sendo reduzido para oito, e assim sucessivamente até se chegar aos dois finalistas. Ambos os perdedores da semifinal recebem medalhas de bronze.
Cruzamentos
|  | Fase de 16                       | Fase de 16           |                                  |    | Quartas de final | Quartas de final |  |  | Semifinais | Semifinais |  |  | Final | Final |
|  |                                  |                      |                                  |    |                  |                  |  |  |            |            |  |  |       |       |
|  | 29 de julho                      |                      |                                  |    |                  |                  |  |  |            |            |  |  |       |       |
|  |                                  |                      |                                  |    |                  |                  |  |  |            |            |  |  |       |       |
|  | USA Joshua Edwards               | 1                    |                                  |    |                  |                  |  |  |            |            |  |  |       |       |
|  | USA Joshua Edwards               | 1                    | 2 de agosto                      |    |                  |                  |  |  |            |            |  |  |       |       |
|  | ITA Diego Lenzi                  | 3                    |                                  |    |                  |                  |  |  |            |            |  |  |       |       |
|  | ITA Diego Lenzi                  | 3                    | ITA Diego Lenzi                  | 0  |                  |                  |  |  |            |            |  |  |       |       |
|  | 29 de julho                      |                      | ITA Diego Lenzi                  | 0  |                  |                  |  |  |            |            |  |  |       |       |
|  |                                  | GER Nelvie Tiafack   | 5                                |    |                  |                  |  |  |            |            |  |  |       |       |
|  | GER Nelvie Tiafack               | GER Nelvie Tiafack   | 5                                | 5  |                  |                  |  |  |            |            |  |  |       |       |
|  | GER Nelvie Tiafack               |                      | 7 de agosto                      | 5  |                  |                  |  |  |            |            |  |  |       |       |
|  | AZE Mahammad Abdullayev          | 0                    |                                  |    |                  |                  |  |  |            |            |  |  |       |       |
|  | AZE Mahammad Abdullayev          | 0                    | GER Nelvie Tiafack               | 0  |                  |                  |  |  |            |            |  |  |       |       |
|  | 29 de julho                      |                      | GER Nelvie Tiafack               | 0  |                  |                  |  |  |            |            |  |  |       |       |
|  |                                  | UZB Bakhodir Jalolov | 5                                |    |                  |                  |  |  |            |            |  |  |       |       |
|  | AUS Teremoana Teremoana          | UZB Bakhodir Jalolov | 5                                | KO |                  |                  |  |  |            |            |  |  |       |       |
|  | AUS Teremoana Teremoana          | 2 de agosto          |                                  | KO |                  |                  |  |  |            |            |  |  |       |       |
|  | UKR Dmytro Lovchynskyi           |                      |                                  |    |                  |                  |  |  |            |            |  |  |       |       |
|  | AUS Teremoana Teremoana          | 0                    |                                  |    |                  |                  |  |  |            |            |  |  |       |       |
|  | AUS Teremoana Teremoana          | 0                    | 29 de julho                      |    |                  |                  |  |  |            |            |  |  |       |       |
|  |                                  | UZB Bakhodir Jalolov | 5                                |    |                  |                  |  |  |            |            |  |  |       |       |
|  | NOR Omar Shiha                   | UZB Bakhodir Jalolov | 5                                | 0  |                  |                  |  |  |            |            |  |  |       |       |
|  | NOR Omar Shiha                   |                      | 10 de agosto                     | 0  |                  |                  |  |  |            |            |  |  |       |       |
|  | UZB Bakhodir Jalolov             | 5                    |                                  |    |                  |                  |  |  |            |            |  |  |       |       |
|  | UZB Bakhodir Jalolov             | 5                    | UZB Bakhodir Jalolov             | 5  |                  |                  |  |  |            |            |  |  |       |       |
|  | 29 de julho                      |                      | UZB Bakhodir Jalolov             | 5  |                  |                  |  |  |            |            |  |  |       |       |
|  |                                  | ESP Ayoub Ghadfa     | 0                                |    |                  |                  |  |  |            |            |  |  |       |       |
|  | ALG Mourad Kadi                  | ESP Ayoub Ghadfa     | 0                                | 1  |                  |                  |  |  |            |            |  |  |       |       |
|  | ALG Mourad Kadi                  | 2 de agosto          |                                  | 1  |                  |                  |  |  |            |            |  |  |       |       |
|  | FRA Djamili-Dini Aboudou Moindze | 4                    |                                  |    |                  |                  |  |  |            |            |  |  |       |       |
|  | FRA Djamili-Dini Aboudou Moindze | 4                    | FRA Djamili-Dini Aboudou Moindze | 4  |                  |                  |  |  |            |            |  |  |       |       |
|  | 29 de julho                      |                      | FRA Djamili-Dini Aboudou Moindze | 4  |                  |                  |  |  |            |            |  |  |       |       |
|  |                                  | ECU Gerlon Congo     | 1                                |    |                  |                  |  |  |            |            |  |  |       |       |
|  | ECU Gerlon Congo                 | ECU Gerlon Congo     | 1                                | 3  |                  |                  |  |  |            |            |  |  |       |       |
|  | ECU Gerlon Congo                 |                      | 7 de agosto                      | 3  |                  |                  |  |  |            |            |  |  |       |       |
|  | BRA Abner Teixeira               | 2                    |                                  |    |                  |                  |  |  |            |            |  |  |       |       |
|  | BRA Abner Teixeira               | 2                    | FRA Djamili-Dini Aboudou Moindze | 0  |                  |                  |  |  |            |            |  |  |       |       |
|  | 29 de julho                      |                      | FRA Djamili-Dini Aboudou Moindze | 0  |                  |                  |  |  |            |            |  |  |       |       |
|  |                                  | ESP Ayoub Ghadfa     | 5                                |    |                  |                  |  |  |            |            |  |  |       |       |
|  | KAZ Kamshybek Kunkabayev         | ESP Ayoub Ghadfa     | 5                                | 2  |                  |                  |  |  |            |            |  |  |       |       |
|  | KAZ Kamshybek Kunkabayev         | 2 de agosto          |                                  | 2  |                  |                  |  |  |            |            |  |  |       |       |
|  | ESP Ayoub Ghadfa                 | 3                    |                                  |    |                  |                  |  |  |            |            |  |  |       |       |
|  | ESP Ayoub Ghadfa                 | 3                    | ESP Ayoub Ghadfa                 | 5  |                  |                  |  |  |            |            |  |  |       |       |
|  | 29 de julho                      |                      | ESP Ayoub Ghadfa                 | 5  |                  |                  |  |  |            |            |  |  |       |       |
|  |                                  | ARM Davit Chaloyan   | 0                                |    |                  |                  |  |  |            |            |  |  |       |       |
|  | ARM Davit Chaloyan               | ARM Davit Chaloyan   | 0                                | 3  |                  |                  |  |  |            |            |  |  |       |       |
|  | ARM Davit Chaloyan               |                      |                                  | 3  |                  |                  |  |  |            |            |  |  |       |       |
|  | GBR Delicious Orie               | 2                    |                                  |    |                  |                  |  |  |            |            |  |  |       |       |
|  | GBR Delicious Orie               | 2                    |                                  |    |                  |                  |  |  |            |            |  |  |       |       |